# 库尔伯瓦圣伯多禄圣保禄堂
库尔伯瓦圣伯多禄圣保禄堂（Église Saint-Pierre-Saint-Paul）是一座罗马天主教堂区教堂，位于法国法兰西岛大区上塞纳省库尔伯瓦。1971年列为法国历史遗迹，除了建于1932年的钟楼。

## 历史
16世纪，此处已有一座小堂，供奉圣伯多禄和圣保禄。.
库尔伯瓦堂区成立于1784年4月28日。六年后，充满活力和献身精神的神父伯多禄·埃尔贝尔（Pierre Hébert，1742-1794）开始建造教堂。1794年7月25日，神父与诗人安德烈·舍尼埃一同上断头台处死。建筑师路易·勒马森（Louis Le Masson，1743-1826）是克洛德·尼古拉·勒杜的学生。这是一座罕见的建于革命动乱中的宗教建筑。由于土地的限制，其平面为T形，包括两个相连的中殿，第一个中殿的形状为椭圆形, 顶部是一个巨大的椭圆形拱顶；第二个中殿是矩形的，系1868年扩建。
1954年1月31日，皮埃尔神父在此发出著名的民族团结呼吁。
在1990年代的上半叶，这座建筑经历了全面的室内外修复运动。

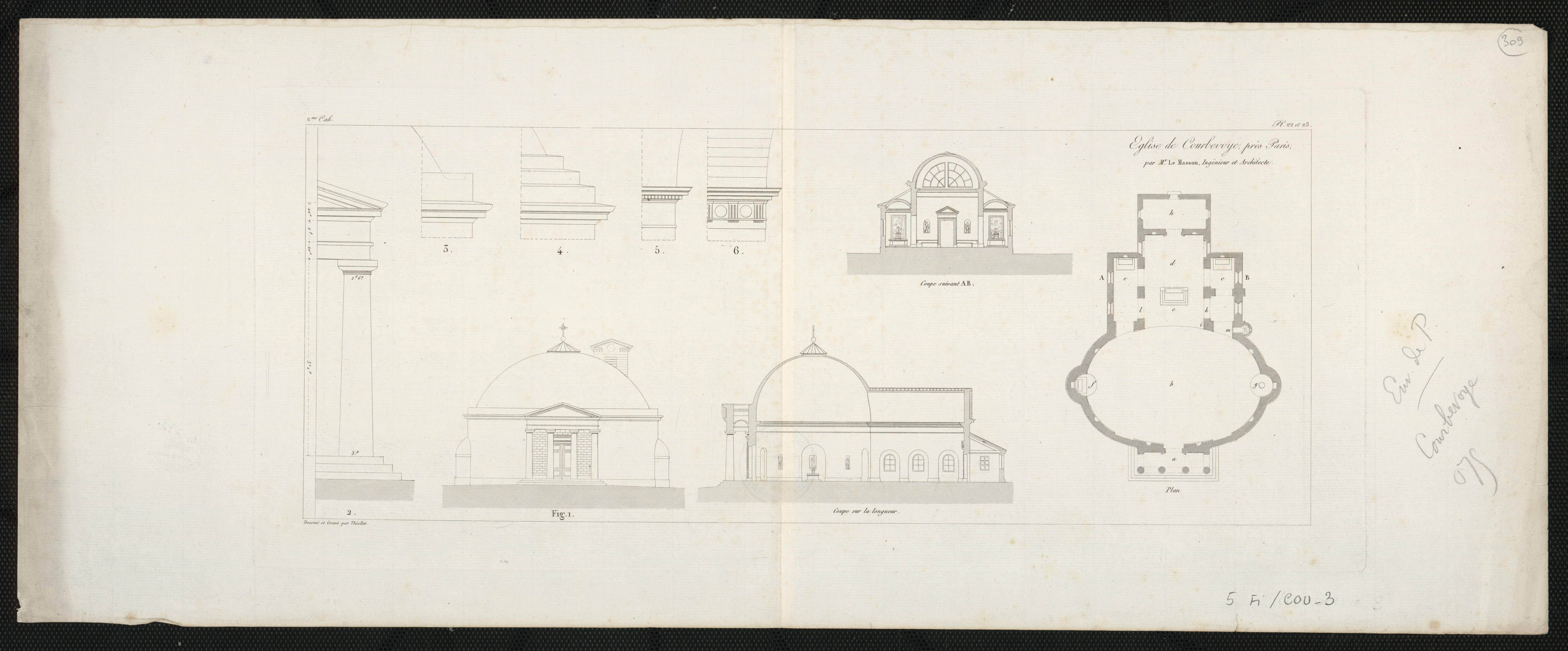
平面图

## 装饰
由Thiollet设计和雕刻。

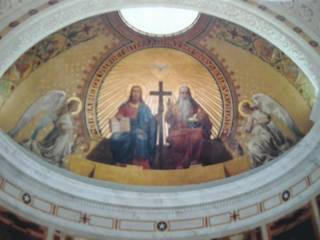
《天主圣三》，1870年，后殿

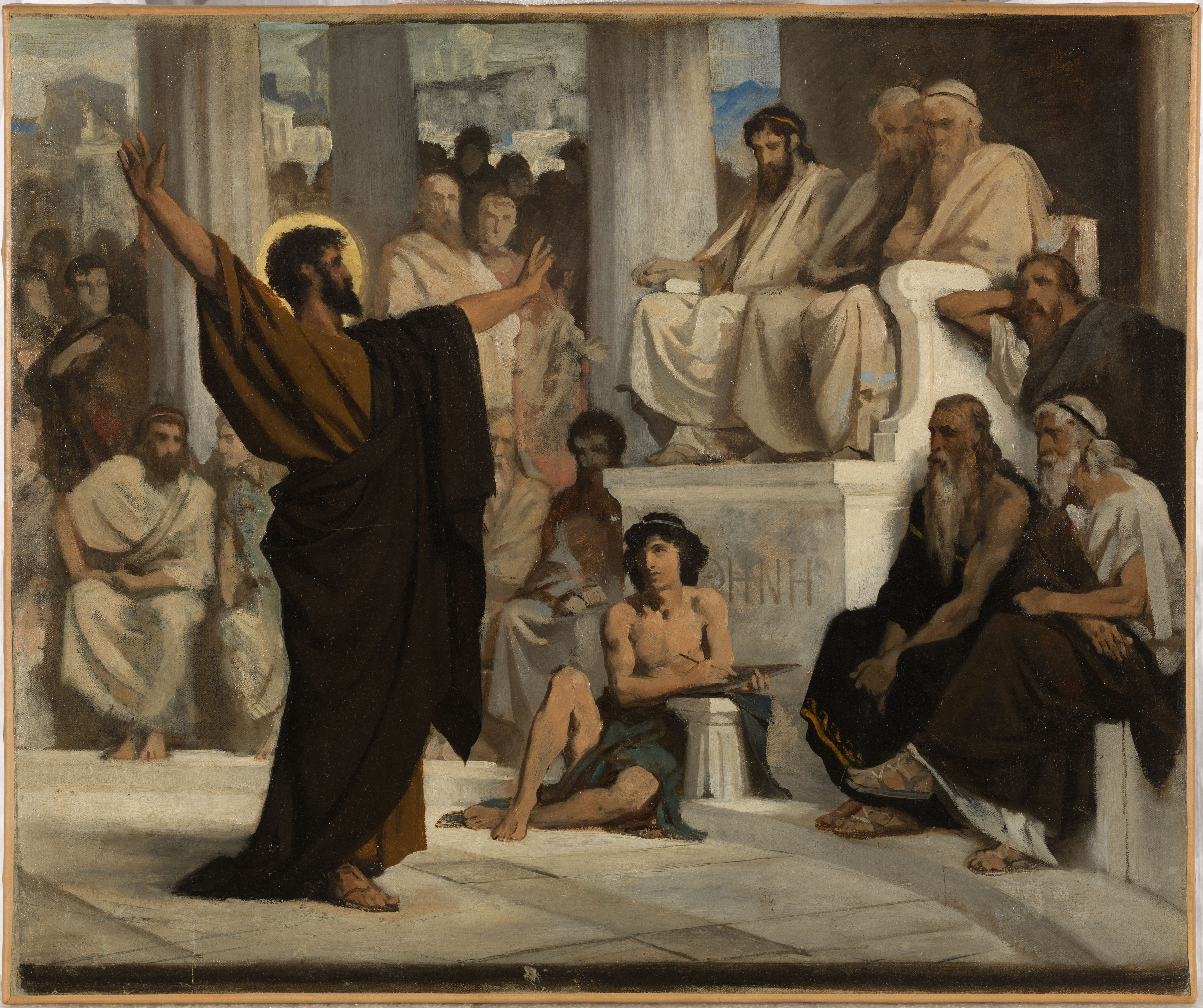
《圣保禄在亚略巴古讲道》

后殿装饰有一块7至8米高的油画《天主圣三》。这幅画由路易·阿丹（1839-1937）绘于1870年。
教堂里还有几幅19世纪的画作：
- 《圣保禄在亚略巴古讲道》，爱德华·德巴特·庞桑[4]（1876年）- 油画，咏经席左墙；
- 《圣伯多禄获救》，作者：路易·奥古斯特·伦巴德（1871年）- 油画，咏经席右墙；
- 《圣保禄抵达罗马》，亨利·弗朗索瓦·朱尔斯·德维农（1815-1885年）[5] - 油画，左下角；
- 《逃往埃及》，夏尔·埃米尔·卡兰德·德·尚马丹（1797-1883）- 油画，右下角。

## 堂区
圣伯多禄圣保禄堂区是天主教楠泰尔教区Deux-Rives 总铎区的八个堂区之一。